# Araks Ararat FC
Araks Ararat Football Club (arménsky: ՖԿ "ԱՐԱԲՍ" ԱՐԱՐԱՏ) byl arménský fotbalový klub sídlící ve městě Ararat. Klub byl založen v roce 1960 jako FC Ararat, zanikl v roce 2001 přestěhováním do Jerevanu, kde vznikl FC Spartak Jerevan.

## Historické názvy
Zdroj: 
- 1960 – FC Ararat (Football Club Ararat)
- 1992 – FC Cement Ararat (Football Club Cement Ararat)
- 2000 – Araks Ararat FC (Araks Ararat Football Club)
- 2001 – Araks-Impeks Ararat FC (Araks-Impeks Ararat Football Club)

## Získané trofeje
- Bardsragujn chumb ( 2x )
  - 1998, 2000
- Arménský pohár ( 2x )
  - 1998, 1999
- Arménský Superpohár ( 1x )
  - 1998

## Umístění v jednotlivých sezonách
Zdroj: 
Legenda: Z - zápasy, V - výhry, R - remízy, P - porážky, VG - vstřelené góly, OG - obdržené góly, +/- - rozdíl skóre, B - body, červené podbarvení - sestup, zelené podbarvení - postup, fialové podbarvení - reorganizace, změna skupiny či soutěže
| Arménie (1992 – 2000) |                   |        |    |    |   |    |    |    |     |    |        |
| Sezóny                | Liga              | Úroveň | Z  | V  | R | P  | VG | OG | +/- | B  | Pozice |
| 1992                  | Aradżin chumb     | 2      | 10 | 9  | 0 | 1  | 37 | 12 | +25 | 18 | 1.     |
| 1993                  | Bardsragujn chumb | 1      | 28 | 12 | 6 | 10 | 56 | 50 | +6  | 30 | 6.     |
| 1994                  | Bardsragujn chumb | 1      | 28 | 11 | 6 | 11 | 54 | 49 | +5  | 28 | 6.     |
| 1995/96               | Bardsragujn chumb | 1      | 22 | 12 | 3 | 7  | 57 | 33 | +24 | 39 | 5.     |
| 1996/97               | Bardsragujn chumb | 1      | 22 | 13 | 3 | 6  | 49 | 26 | +23 | 42 | 5.     |
| 1997                  | Bardsragujn chumb | 1      | 18 | 8  | 3 | 7  | 28 | 27 | +1  | 27 | 5.     |
| 1998                  | Bardsragujn chumb | 1      | 26 | 20 | 4 | 2  | 70 | 22 | +48 | 64 | 1.     |
| 1999                  | Bardsragujn chumb | 1      | 32 | 22 | 5 | 5  | 78 | 19 | +59 | 71 | 3.     |
| 2000                  | Bardsragujn chumb | 1      | 28 | 19 | 4 | 5  | 65 | 33 | +32 | 61 | 1.     |

## Účast v evropských pohárech
| Ročník  | Soutěž              | Kolo        | Klub                  | Doma | Venku | Celkem |
| ------- | ------------------- | ----------- | --------------------- | ---- | ----- | ------ |
| 1998/99 | Pohár vítězů pohárů | Předkolo    | Lausanne Sports       | 1:2  | 1:5   | 1:7    |
| 1999/00 | Liga mistrů UEFA    | 1. předkolo | VMFD Žalgiris Vilnius | 0:3  | 0:2   | 0:5    |
| 2001/02 | Liga mistrů UEFA    | 1. předkolo | FC Sheriff Tiraspol   | 0:1  | 0:2   | 0:3    |

## Araks-2
Araks-2 byl rezervní tým Araksu, naposled hrající v sezóně 1995/96 Aradżin chumb (2. nejvyšší soutěž). Největšího úspěchu dosáhl klub v sezóně 1995/96, kdy se v Aradżin chumb (2. nejvyšší soutěž) umístil na 16. místě.

### Umístění v jednotlivých sezonách
Zdroj:
Legenda: Z - zápasy, V - výhry, R - remízy, P - porážky, VG - vstřelené góly, OG - obdržené góly, +/- - rozdíl skóre, B - body, červené podbarvení - sestup, zelené podbarvení - postup, fialové podbarvení - reorganizace, změna skupiny či soutěže
| Arménie (1995 – 1996) |               |        |                                          |                                          |                                          |                                          |                                          |                                          |                                          |                                          |        |
| Sezóny                | Liga          | Úroveň | Z                                        | V                                        | R                                        | P                                        | VG                                       | OG                                       | +/-                                      | B                                        | Pozice |
| 1995/96               | Aradżin chumb | 2      | Klub se odhlásil před zahájením soutěže. | Klub se odhlásil před zahájením soutěže. | Klub se odhlásil před zahájením soutěže. | Klub se odhlásil před zahájením soutěže. | Klub se odhlásil před zahájením soutěže. | Klub se odhlásil před zahájením soutěže. | Klub se odhlásil před zahájením soutěže. | Klub se odhlásil před zahájením soutěže. | 16.    |